# سان مارتزانو سول سارنو
سان مارتزانو سول سارنو (به ایتالیایی: San Marzano sul Sarno) یک کومونه در ایتالیا است که در استان سالرنو واقع شده‌است. سان مارتزانو سول سارنو ۵ کیلومتر مربع مساحت و ۱۰٬۲۰۵ نفر جمعیت دارد و ۲۰ متر بالاتر از سطح دریا واقع شده‌است.